# Alois Hynek (nakladatelství)
Alois Hynek bylo pražské nakladatelství pojmenované po svém zakladateli Aloisi Hynkovi.

## Historie
Zakladatel nakladatelství Alois Hynek se po vyučení u kupce Zlatohlávka a praxe u pražského německého knihkupce Zikmunda Bensingera osamostatnil poté, co se Bensinger vrátil do Německa. Roku 1869 převzal Zlatohlávkův obchod na Betlémském náměstí č.8. Poté založil nakladatelství a knihkupectví pod svým jménem, v domě U černého orla v Celetné ulici 11. Podnik trval do roku 1949. Zprvu pracoval kolportážním způsobem s prodejními agenty po celé zemi. Časem se rozšířil o antikvariát, knihařství, prodej hudebnin, velkoobchod papírem a první český obchod s malířskými potřebami. Spolupracoval například se Zikmundem Reachem, P. J. Šulcem, T. Ventou, s redaktory A. C. Norem, Emanuelem Lešehradem, A. Mojžíšem nebo E. Zünglem.
Nakladatelství zpočátku vydávalo anonymní laciné romány, hororové příběhy (například Sňatek s mrtvolou aneb Šibal nad šibala) nebo loupežnické příběhy (Loupežníci v českých lesích). Postupně však publikovalo i díla dnes již klasických autorů beletrie (H. de Balzac, B. Björnson, Ch. Dickens, L. N. Tolstoj, I.S. Turgeněv, A. Dumas ml., H. Sienkiewicz, Ch. Dickens, N.V. Gogol, K. May aj.), detektivky, humor a dětskou literaturu. Vydávalo také vlastní kalendáře a časopisy.
Po smrti Aloise Hynka vedl firmu jednak bratranec Arnošt Hynek (1878-1855). Dědic podniku, Aloisův syn Gustav podlehl plicní chorobě. Až do roku 1949, kdy byl podnik znárodněn, ho vedl Aloisův bratr Kristián Hynek.

## Edice
Knihy byly tematicky i zájmově řazeny do dvou desítek edic.
- Česká bibliotéka rodinná (1881-1890) 65 svazků
- Poučné a zábavné čtení (1880-1904)
- Pokladnice mládeže (1885-1911) 107 svazků
- Knihovna francouzských románů (1898) jen 1 kniha: Zolova Matka-země
- Dětská bibliotéka (1881-1898) od r. 1911 Dětská knihovna
- Hynkova knihovna mládeže (1882-1883)
- Velký gratulant (1880-1890)
- Ilustrovaný český román
- Lékařská knihovna pro lid (1906-1910)
- Operní repertoár Národního divadla (1881) 4 svazky
- Světové detektivní romány a novely (1907-1909)
- Pestrá knihovna zábavy a kultury (1910-1929) 190 svazků
- Hynkova knihovna veselých lidí (1911-1914)
- Dobrý román (1926-1928) 3 svazky
- Knihovna zábavy a poučení (1912-1914)
- Knihovna Afrodity (1926-1928)
- Český román (1944-1948)
- Aktuality a dokumenty (1945-1947)
- Český humor (1945-1948)
- Ilustrovaný český román (1946-1948)
- Zlatý kolovrat (1947) 1 svazek
- Aktuality a dokumenty (1945-1947) 5 svazků, mj. Jan Drda: Listy z Norimberka

## Periodika
- Hynkův všeobecný kapesní kalendář
- Hynkův povídkářský národní kalendář
- Rodina (1910-1927)
- Slavia - Románové listy
- Šibřinky (1878-1885) silvestrovské, masopustní a besední hry a deklamovánky
- Český merendář (1881-1886) edice zpěvníků a estrádního humoru
- Zrání
- Zábavné listy
- Nové módy
- Nové pařížské módy (přílohy: Dámské besedy, Dětská šatna) 1895-1939